# Sicyopterus microcephalus
Sicyopterus microcephalus är en fiskart som först beskrevs av Bleeker, 1854.  Sicyopterus microcephalus ingår i släktet Sicyopterus och familjen smörbultsfiskar. Inga underarter finns listade i Catalogue of Life.